# Ștefan Preda
Ştefan Gabriel Preda (Ploieşti, 18 de junho de 1970) é um ex-futebolista romeno que atuava como goleiro.

## Carreira

### Clubes
muito ligada a duas equipes: o Petrolul Ploieşti, time de sua cidade natal, e o Dínamo de Bucareste, onde teve três passagens. Preda encerrou a carreira de jogador defendendo as cores do Unirea e do Chimia Brazi, seu último clube .

### Seleção Romena
Disputou a Copa de 1994 como terceira opção para o gol. Foi seu único torneio de destaque na carreira.